# Zwerg-Mehlbeere
Die Zwerg-Mehlbeere (Sorbus chamaemespilus), auch Berg-Mehlbeere genannt, ist eine Pflanzenart aus der Gattung Mehlbeeren (Sorbus) in der Subtribus Kernobstgewächse (Pyrinae). In Mitteleuropa ist sie die Art dieser Gattung mit der geringsten Wuchshöhe. Sie ist kaum zu verwechseln, die Blätter ähneln den Blättern der Echten Mehlbeere, sie wächst jedoch meist sehr zerstreut und bildet keine dichten Gebüsche. Ihr Verbreitungsgebiet liegt in den Gebirgen Mittel- und Südeuropas, in Deutschland ist sie selten.

## Beschreibung

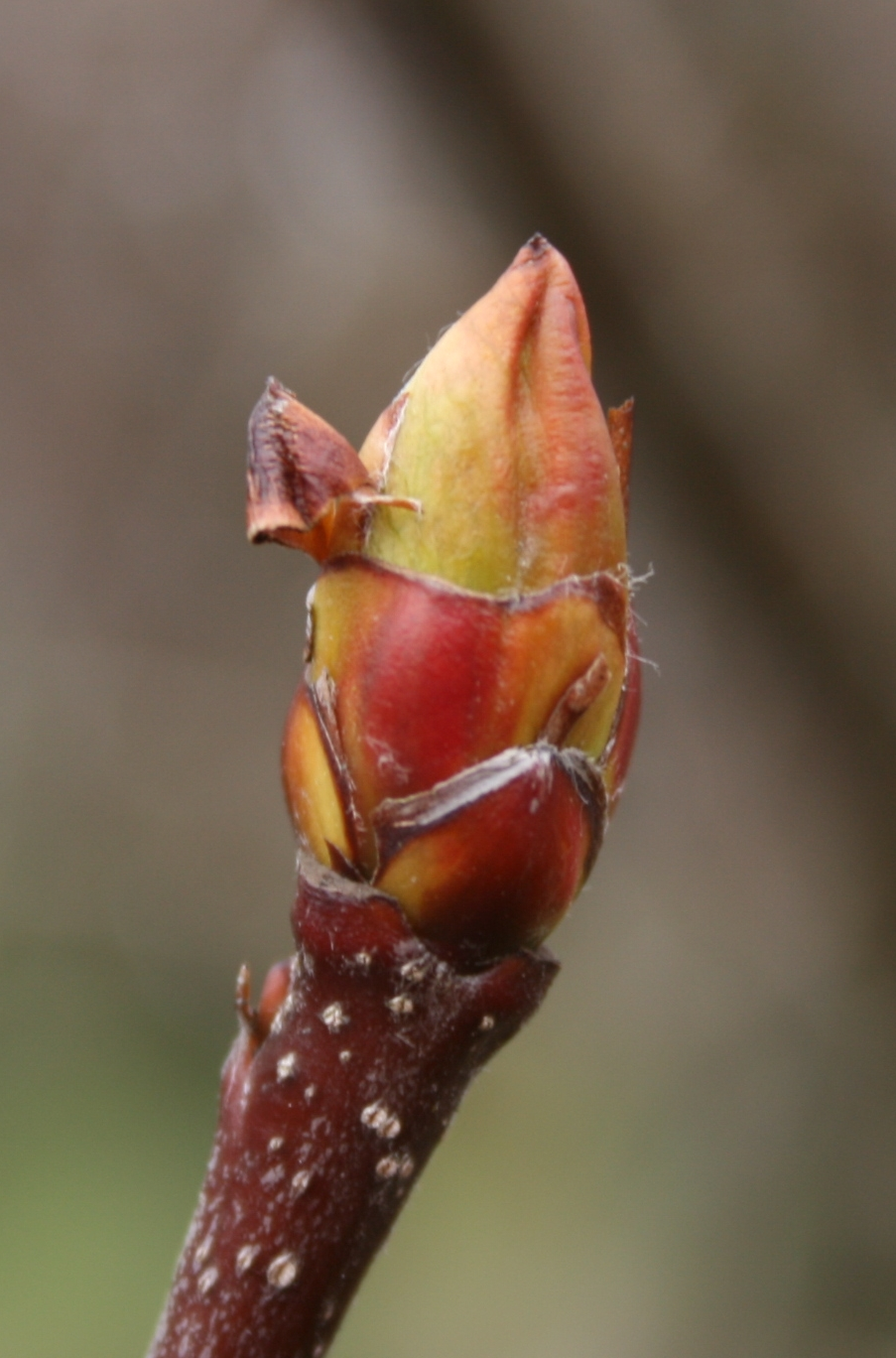
Knospe

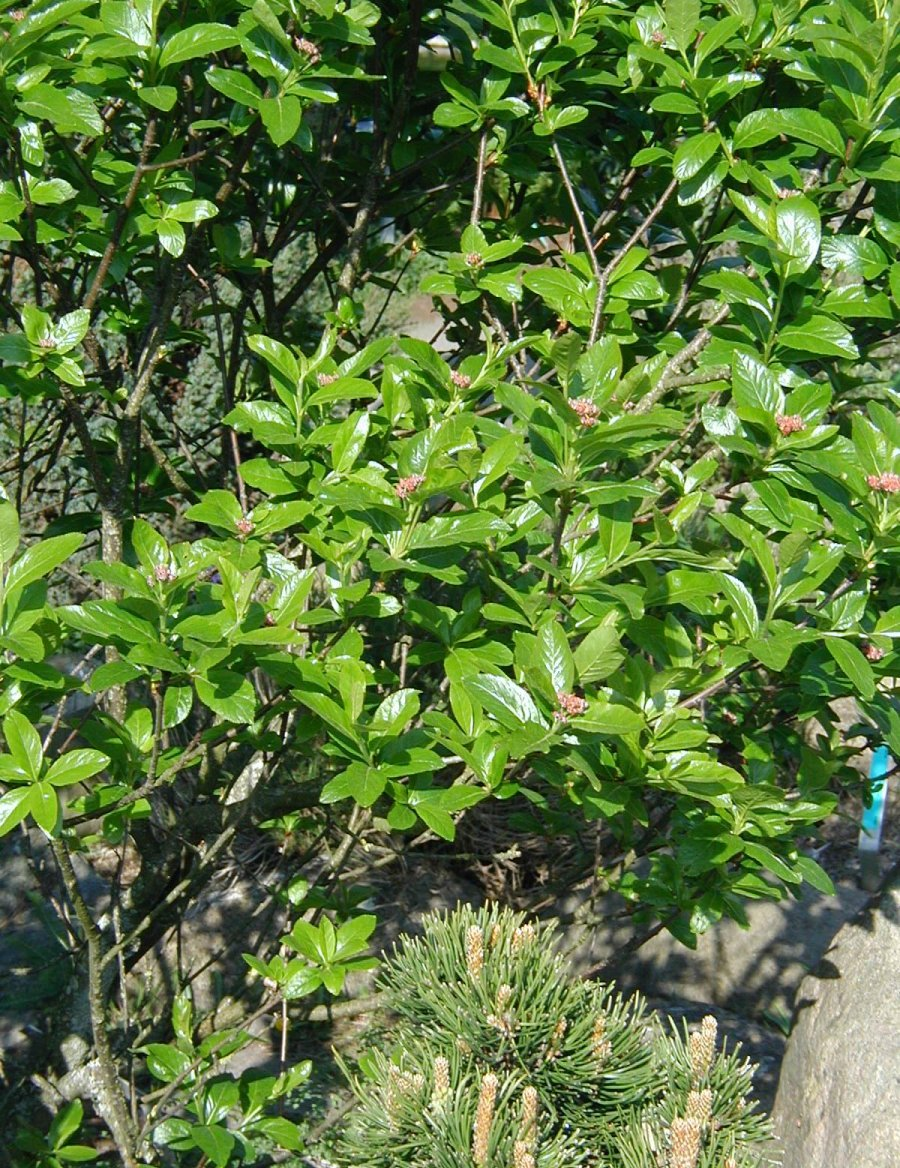
Habitus, Laubblätter und Blütenstände

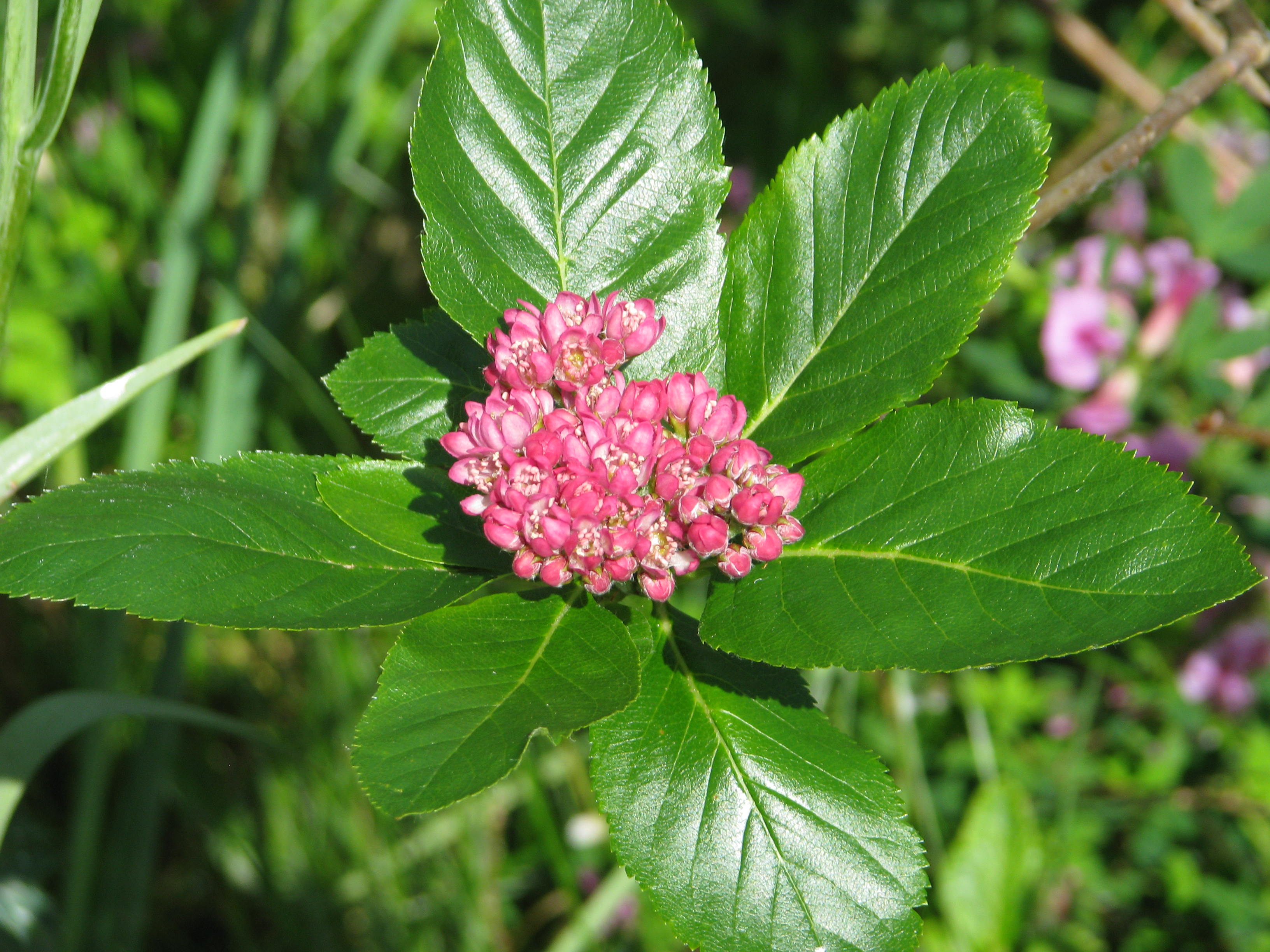
Zweig mit Laubblättern und Blütenstand

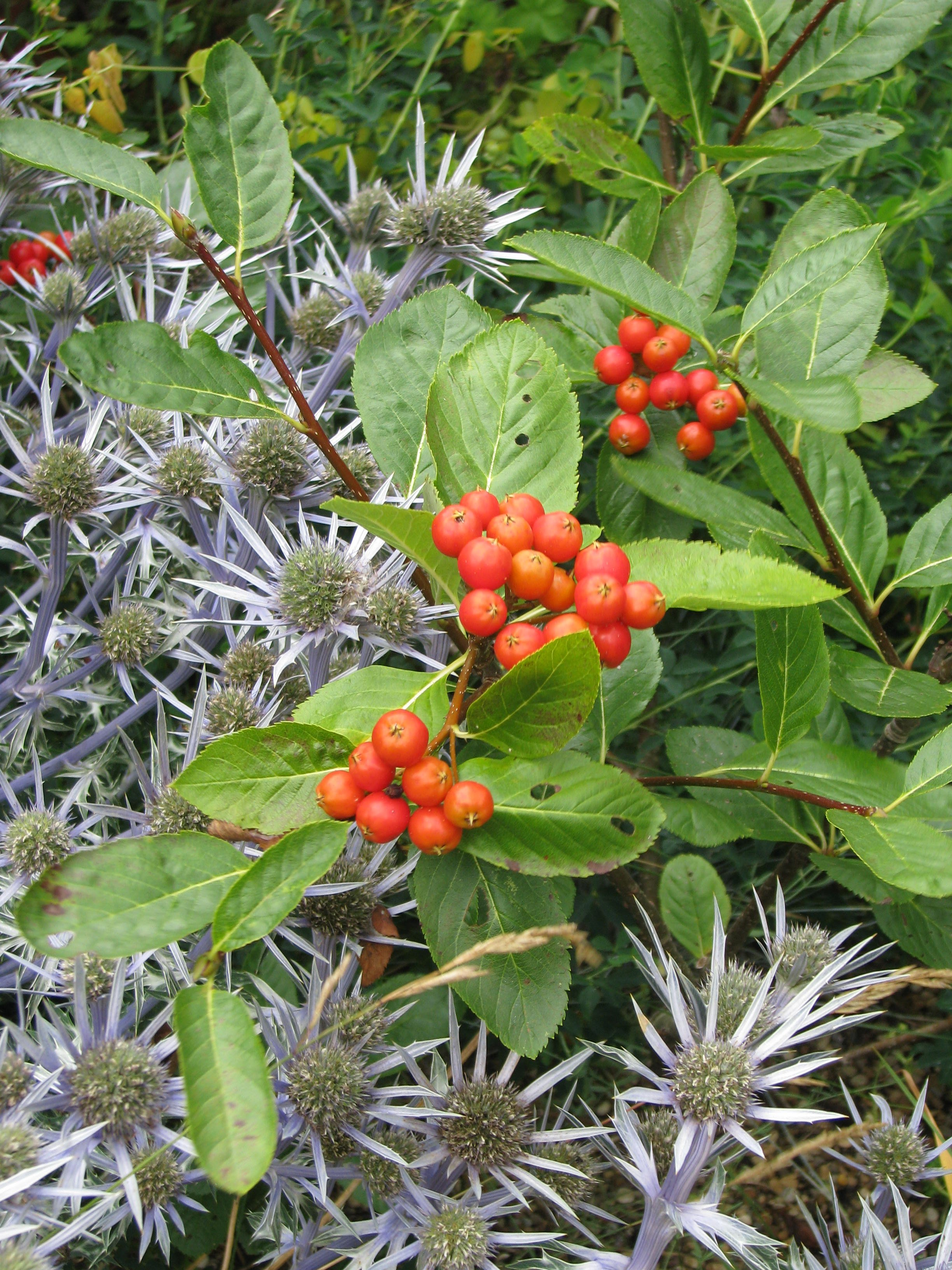
Zweig mit Laubblättern und reifen Früchten

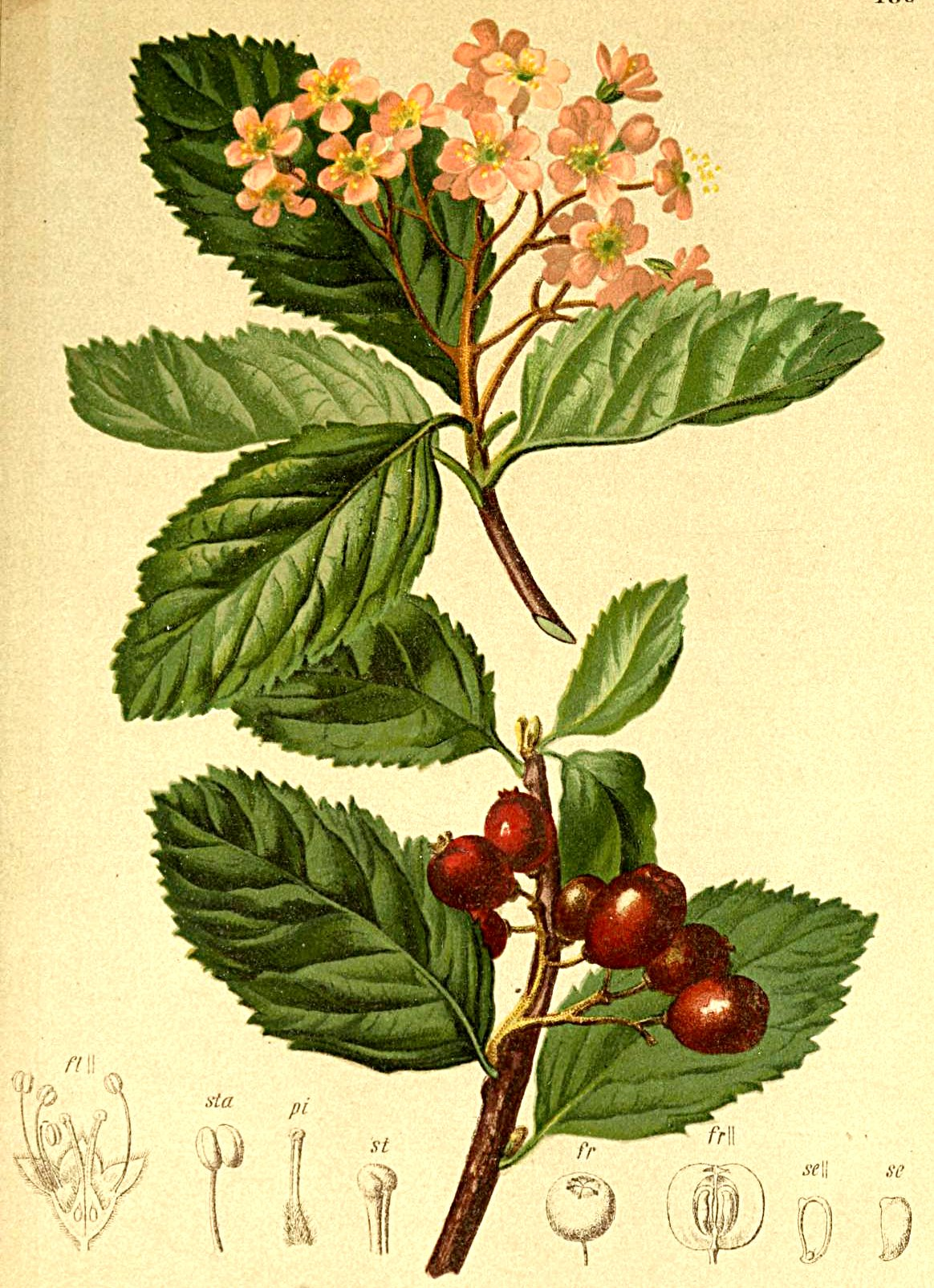
Illustration aus Atlas der Alpenflora

### Vegetative Merkmale
Die Zwerg-Mehlbeere ist ein mäßig verzweigter und oft buschiger, sommergrüner Strauch, der Wuchshöhen von 1 bis 1,5, selten bis zu 3 Metern erreicht. Die Rinde der schwach kantig oder gerieften Zweige ist rotbraun, anfangs filzig behaart und später verkahlend; sie besitzt große, helle Lentizellen (Korkporen). Die Winterknospen sind bei einer Länge von 7 bis 10 Millimetern eiförmig bis länglich-eiförmig und die Knospenschuppen sind grünlich-braun, bewimpert oder wollig behaart. Es wird stets eine Endknospe gebildet.
Die wechselständig an den Zweigen angeordneten Laubblätter sind Blattstiel und Blattspreite gegliedert. Der Blattstiel ist 5 bis 10 Millimeter lang. Die einfache, ledrige Blattspreite ist bei einer Länge von 3 bis 7 Zentimetern länglich-eiförmig bis elliptisch mit breit-keilförmiger bis abgerundeter Spreitenbasis. Es sind sechs bis neun Nervenpaare vorhanden. Die Blattoberseite ist kahl und glänzend, die Blattunterseite mehr oder weniger blaugrün, kahl bis etwas weißfilzig. Der Blattrand ist gleichmäßig gezähnt. Die Nebenblätter werden früh abgeworfen.

### Generative Merkmale
Die Blütezeit reicht von Juni bis Juli. Am Ende junger Zweige befinden sich die dichten, filzig behaarten Schirmrispigen Blütenstände. Die zwittrigen Blüten sind radiärsymmetrisch und fünfzählig mit doppelter Blütenhülle. Die fünfzähligen Kelchblätter sind bei einer Länge von bis zu 1,5 Millimetern schmal und dreieckig. Die fünf relativ unscheinbaren, aufrechten, rosafarbenen bis rötlichen, hellrosafarbenen bis roten Kronblätter sind bei einer Länge von 4 bis 5 Millimetern eiförmig. Die zwanzig Staubblätter sind kürzer als die Krone. Die Staubblätter reifen entweder nach (Protogynie) oder gleichzeitig mit den Narben (Homogamie). Auf den zwei fast vollständig verwachsenen Fruchtblätter befindet sich je ein Griffel.
Die bei Reife braunroten bis scharlachroten Früchte sind bei einer Länge von 12 bis 15 Millimetern verkehrt-eiförmig bis kugelig und von. Die Kelchblätter verbleiben an der Frucht. Das „Fruchtfleisch“ enthält keine Steinzellen und ist essbar. Jede Frucht enthält meist vier, 6 Millimeter große, dunkelbraune Samen. Die Früchte reifen im August und September.
Die Chromosomenzahl beträgt 2n = 34.

## Vorkommen
Das Verbreitungsgebiet der Zwerg-Mehlbeere erstreckt sich über die Gebirge Mittel- und Südeuropas, man findet sie in den Pyrenäen, im Jura, in den Alpen, im nördlichen Apennin, in den Karpaten und im Dinarischen Gebirge. In Mitteleuropa tritt sie auch im Schweizer Jura, in den Vogesen, im Schwarzwald und im Nordalpenraum auf.
Sie ist die Charakterart der Schneeheide-Alpenrosengesellschaft und wächst zusammen mit der Alpen-Waldrebe, der Gebirgs-Rose, dem Echten Seidelbast und der Alpen-Heckenkirsche. Man findet sie in Kiefern- und lichten Lärchenwäldern, in Hochstaudenfluren und Latschenbeständen. Sie gedeiht auf lockeren, humosen, flach- bis mittelgründigen, meist steinigen Lehmböden meist auf karbonathaltigem Gestein. Sie bevorzugt vollsonnige und sommerwarme Standorte in Höhenlagen von 800 bis 2000 Metern. Sie ist in den Alpen eine Charakterart des Erico-Rhododendretum hirsuti, im Schwarzwald eine Charakterart des Sorbo-Calamagrosteitum aus dem Verband Calamagrostion. In den Allgäuer Alpen steigt sie bis zu einer Höhenlage von 2000 Metern auf.
Die ökologischen Zeigerwerte nach Landolt & al. 2010 sind in der Schweiz: Feuchtezahl F = 3w (mäßig feucht aber mäßig wechselnd), Lichtzahl L = 3 (halbschattig), Reaktionszahl R = 4 (neutral bis basisch), Temperaturzahl T = 2 (subalpin), Nährstoffzahl N = 3 (mäßig nährstoffarm bis mäßig nährstoffreich), Kontinentalitätszahl K = 3 (subozeanisch bis subkontinental).

## Ökologie
Durch die aufrechte Stellung der Kronblätter erreichen nur Bienen, Wespen und langrüsselige Fliegen den Nektar, der zusammen mit Pollen in großen Mengen gebildet wird. Die reifen Früchte sind essbar und werden von Vögeln und Säugetieren verzehrt, die dadurch auch die Samen ausbreiten.

## Systematik und Taxonomie
Die Zwerg-Mehlbeere wird zusammen mit der Sudeten-Zwergmispel (Sorbus sudetica) der Sektion Chamaemespilus der Untergattung Aria in der Gattung der Mehlbeeren (Sorbus) zugeordnet.
Das Artepitheton chamaemespilus leitet sich vom griechischen "chamai" für niedrig und "mespilos" Mispel ab.
Mit der Echten Mehlbeere bildet sie einen Hybride, die Filzige Mehlbeere (Sorbus ×ambigua Michalet). Diese erreicht eine ähnliche Wuchshöhe wie die Zwerg-Mehlbeere, hat aber etwas breitere Laubblätter und einen doppelt gezähnten Blattrand. Die Blüten sind blassrosafarben. Das Verbreitungsgebiet dieses Bastards erstreckt sich von den Vogesen über den Schwarzwald bis zu den Alpen. Sie hat ähnliche Ansprüche an Boden und Standort wie die Zwerg-Mehlbeere. Die Zwerg-Mehlbeere bildet auch mit anderen Mehlbeeren Bastarde.
Synonyme für Sorbus chamaemespilus (L.) Crantz sind: Aria chamaemespilus (L.) Host, Chamaemespilus alpina (Mill.) K.R. Robertson & J.B. Phipps, Mespilus chamaemespilus L., Pyrus chamaemespilus (L.) Ehrh., Chamaemespilus humilis M. Roem., Crataegus alpina Mill., Pyrus alpina (Mill.) Du Roi.

## Trivialnamen
Die Zwerg-Mehlbeere wird auch Zwergmispel genannt, was zu Verwechslung mit Arten der Gattung der Zwergmispeln (Cotoneaster) führt. Ein weiterer deutscher Name ist Zwergvogelbeere.

## Verwendung
Aufgrund ihres Fruchtschmuckes findet die Zwerg-Mehlbeere Verwendung als Zierpflanze, wird allerdings nur selten gepflanzt. Früher wurden die Früchte als Mehlzusatz verwendet.

## Nachweise